# شيمون أبوحصيرة

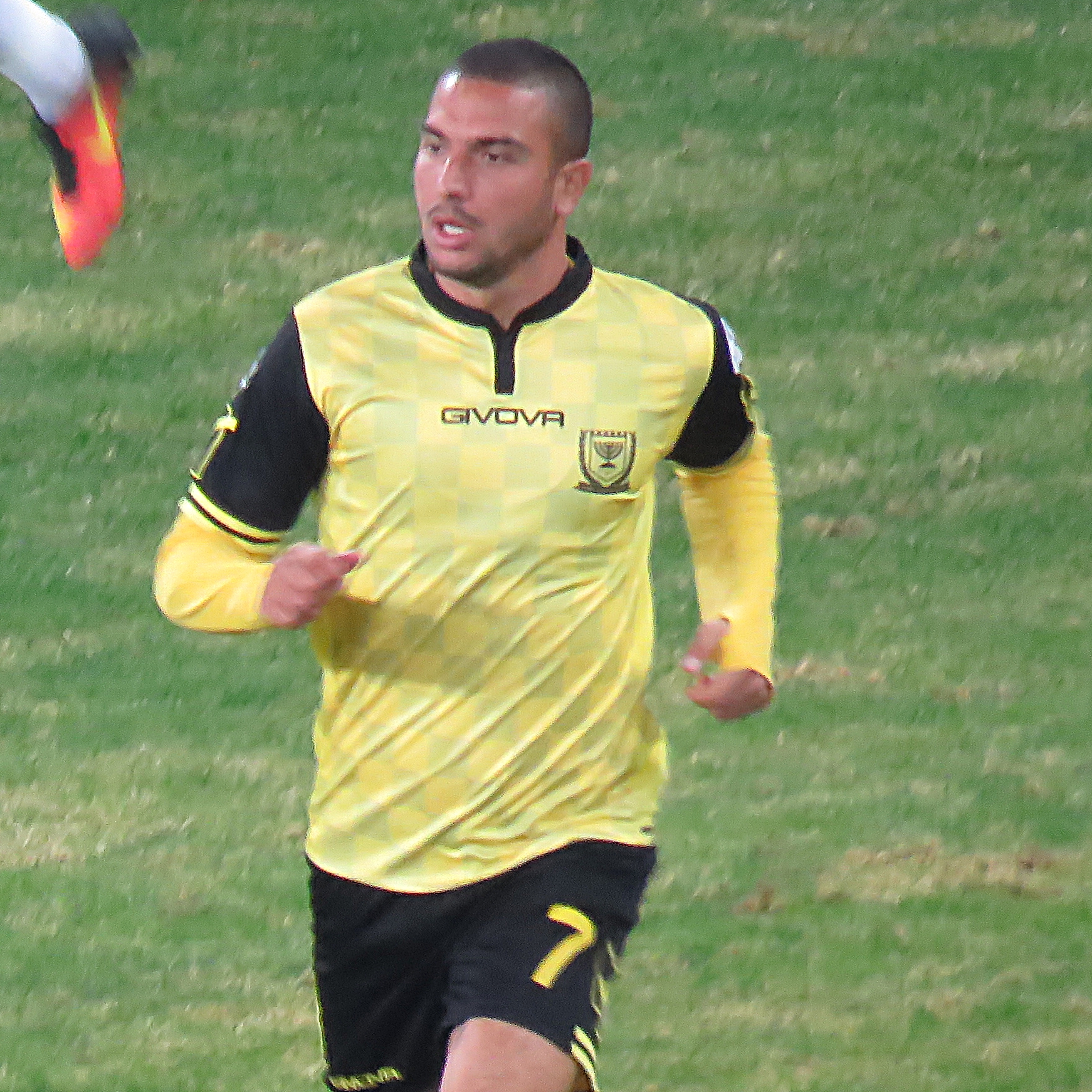
Shimon_Abuhatzira

شيمون أبوحصيرة أو شمعون أبوحصيرة (بالعبرية: שמעון אבו חצירא؛بالإنجليزية:Shimon Abuhatzira ولد 10 أكتوبر 1986) هو لاعب كرة قدم الإسرائيلية الذي يلعب كمهاجم في نير كريات شمونة. سلالة شيمون من أصول مغربية يهودية هو مرتبط بسلالة الحاخام بابا سالي.

## وصلات خارجية
- شيمون أبوحصيرة على موقع قاعدة بيانات كرة القدم.إي يو (الإنجليزية)
- شيمون أبوحصيرة على موقع ناشيونال فوتبول تيمز (الإنجليزية)
- شيمون أبوحصيرة على موقع Soccerway.com (الإنجليزية)
- شيمون أبوحصيرة على موقع AS.com (الإسبانية)